# Крал, Рихард
Рихард Крал (чеш. Richard Král; род. 16 мая 1970 года, Пардубице, Чехословакия) — бывший чешский хоккеист, нападающий. Воспитанник клуба «Пардубице». Два раза становился лучшим бомбардиром чешской Экстралиги.

## Биография
Рихард Крал начал свою карьеру в родном клубе «Пардубице», дебютировав в чемпионате Чехословакии 1988/89. Он провёл 3 игры в том сезоне, забил 1 гол и завоевал золотую медаль чемпионата. В 1995 году он ушёл из «Пардубице». После нескольких игр в Австрии, Крал перешёл в другой чешский клуб «Тршинец». В Тршинце Крал провёл 9 сезонов, дважды став лучшим бомбардиром чешского чемпионата. Несмотря на очень высокую результативность в Экстралиге, Крал так и ни разу не сыграл за сборную Чехии на крупных турнирах. После недолгого периода игры за «Злин» и «Пльзень» Крал стал выступать за команду «Млада Болеслав». В 2008-м году он пробился в Экстралигу с «Младой Болеслав». В 2010 году Крал уехал доигрывать карьеру в Польшу, где отыграл 4 сезона за ГКС Ястшембе. Завершил игровую карьеру в 2014 году, после чего стал тренером. Был главным тренером «Пардубице» с 12.10.2015 по 18.01.2016. Позднее работал ассистентом Ладислава Лубины в том же «Пардубице». Сейчас занимает должность главного тренера юниорской команды «Пардубице». Является лучшим бомбардиром в истории «Тршинеца», выступая за клуб набрал 568 очков (209 шайб и 359 передач). Номер 91, под которым он играл, изъят из обращения, а свитер вывешен под свод арены.

## Достижения

### Командные
- Чемпион Чехословакии 1989
- Серебряный призёр чешской Экстралиги 1994, 1998 и чемпионата Польши 2013
- Бронзовый призёр чешской Экстралиги 1999 и чемпионата Польши 2014
- Чемпион чешской первой лиги 2008
- Обладатель кубка Польши 2013

### Личные
- Лучший бомбардир (20 очков) и ассистент (12 передач) плей-офф чешской Экстралиги 1998
- Лучший бомбардир чешской Экстралиги 2000 (77 очков) и 2003 (67 очков)
- Лучший ассистент чешской Экстралиги 2000 (53 передачи) и 2003 (45 передач)
- Лучший бомбардир (18 очков) и снайпер (11 шайб) плей-офф чешской первой лиги 2008
- Лучший бомбардир чемпионата Польши 2011 (68 очков)
- Лучший ассистент чемпионата Польши 2011 (40 передач)
- Лучший снайпер чемпионата Польши 2013 (26 шайб)

## Статистика
- Чешская Экстралига — 801 игра, 800 очков (315+485)
- Чемпионат Чехословакии — 143 игры, 104 очка (53+51)
- Чешская первая лига — 81 игра, 98 очков (44+54)
- Чемпионат Польши — 192 игры, 259 очков (102+157)
- Чемпионат Австрии — 4 игры, 6 очков (2+4)
- Кубок Польши — 2 игры, 3 очка (0+3)
- Сборная Чехии — 22 игры, 7 очков (1+6)
- Всего за карьеру — 1225 игр, 1277 очков (517+760)